# ㅿ
ㅿ是一个朝鲜语谚文字母，为辅音字母，現已廢除不用。
ㅿ在训民正音创制时使用。在中古朝鲜语中，此音节仅作为初声使用，从不作终声。其读音为浊齿龈擦音z。在朝鲜语的吏读中对应汉语三十六字母中的日母，例如：「而」。
大约在16世纪末期，z这个音从朝鲜语中脱落消失，ㅿ也随之被废弃。中古朝鲜语中表记为ㅿ的，在现代朝鲜语中多表记为无音字母ㅇ。

## 字符編碼
| 種類                | 種類         | 用途   | Unicode | HTML     |
| ------------------- | ------------ | ------ | ------- | -------- |
| 諺文相容字母        | 諺文相容字母 | ㅿ     | U+317F  | &#12671; |
| 諺文字母 應用       | 初聲         |        | U+1140  | &#4416;  |
| 諺文字母 應用       | 終聲         |        | U+11EB  | &#4587;  |
| 漢陽私人 使用區應用 | 初聲         |        | U+F7D8  | &#63448; |
| 漢陽私人 使用區應用 | 終聲         |        | U+F8D5  | &#63701; |
| 半形字母            | 半形字母     | （無） | （無）  | （無）   |